# Вицковщина
Ви́цковщина (бел. Віцкаўшчына) — деревня в составе Фанипольского сельсовета Дзержинского района Минской области Беларуси. Деревня расположена в 22 километрах от Дзержинска, 23 километрах от Минска и 9 километрах от железнодорожной станции Фаниполь.

## История
Деревня известна с середины XVIII века, в составе Минского повета Минского воеводства Великого княжества Литовского. После второго раздела Речи Посполитой в 1793 году, находилась в составе Российской империи. Являлась владением Радзивиллов. 
С 1829 года принадлежала помещику Л.П. Витгенштейну, с 1879 года — его сыну П.Л. Витгенштейну, который в том же году продал Вицковщину И.А. Бунгу. Согласно инвентарю за 1840 год, в имении насчитывалось 5593 десятин земли, проживали 183 мужчины и 172 женщины. Само имение находилось в аренде у Игната Богдашевского. В состав имения входили фольварки Вицковщина и Козловщина. В 1883 году земля фольварков (500 десятин) была передана в пользование 15 крестьянам. В 1864 году была построена деревянная церковь, а в 1865 году открыта школа. Во второй половине XIX века—начале XX века находилась в составе Самохваловичской волости Минского уезда Минской губернии. В 1897 году, по данным переписи, в селе Вицковщина проживали 167 жителей, насчитывалось 20 дворов. Действовали ветряная мельница, кузница, церковь. В 1916 году начала действовать школа — одноклассное народное училище. В 1917 году в деревне 28 дворов, проживали 176 жителей.
С 20 августа 1924 года в составе Рубилковского сельсовета Самохваловичского района Минского округа. С 1930 года в составе Гричинского сельсовета, который являлся частью Дзержинского польского национального района. 31 июля 1937 года полрайон был упразднён и деревня была включена в состав Минского района. С 20 февраля 1938 года находится в составе Минской области, которая была образована после упразднения окружной системы деления Белорусской ССР. С 4 февраля 1939 года в составе восстановленного Дзержинского района. В 1926 году в Вицковщине насчитывалось 33 двора, проживали 177 жителей. В годы коллективизации был организован колхоз, который обслуживала Фанипольская МТС.
Во время Великой Отечественной войны с 28 июня 1941 года по 6 июля 1944 года деревня была оккупирована немецко-фашистскими захватчиками, на фронте погибли 9 жителей деревни. В послевоенное время деревня стала центром колхоза «Октябрьская революция» (центр — д. Гричино). В 1960 году в деревне проживали 172 жителя. В 1993 году в Вицковщине проживали 143 жителя, насчитывалось 17 придомовых хозяйств.

## Население
| Численность населения (по годам) | Численность населения (по годам) | Численность населения (по годам) | Численность населения (по годам) | Численность населения (по годам) | Численность населения (по годам) | Численность населения (по годам) | Численность населения (по годам) |
| 1840                             | 1897                             | 1909                             | 1917                             | 1926                             | 1960                             | 1991                             | 1993                             |
| -------------------------------- | -------------------------------- | -------------------------------- | -------------------------------- | -------------------------------- | -------------------------------- | -------------------------------- | -------------------------------- |
| 355                              | ↘ 167                            | ↘ 114                            | ↗ 176                            | ↘ 177                            | ↘ 172                            | ↘ 130                            | ↗ 142                            |
| 1999                             | 2004                             | 2010                             | 2017                             | 2018                             | 2020                             | 2022                             |                                  |
| ↘ 113                            | ↗ 122                            | ↘ 114                            | ↘ 94                             | ↗ 99                             | → 99                             | ↘ 96                             |                                  |

## Известные уроженцы
- В Вицковщине родился белорусский историк и археолог Николай Николаевич Улащик (1906—1986). Доктор исторических наук (1964). Член Археографической комиссии АН СССР (1968). Написал около 400 научных трудов по истории[8].